# Vladas Douksas
Vladas Douskas (Montevideo, 14 maggio 1933 – Montevideo, 23 novembre 2007) è stato un calciatore uruguaiano, di ruolo attaccante.

## Carriera

### Club
Ha giocato nel campionato uruguaiano ed in quello argentino.

### Nazionale
Ha complessivamente collezionato 33 presenze e 3 reti con la maglia della nazionale uruguaiana.

## Palmarès

### Club

#### Competizioni nazionali
- Campionato uruguaiano: 2

Nacional: 1963, 1966
- Torneo Competencia: 1

Rampla Juniors: 1955
- Campionato argentino: 1

Independiente: 1960